# De odoribus
De odoribus (deutsch „Über die Gerüche“) ist eine kleine Schrift des griechischen Philosophen und Naturforschers Theophrastos von Eresos im Bereich der menschlichen Physiologie und der Botanik. Theophrast war Schüler und Nachfolger des Aristoteles und auch dieses Werk steht in der Tradition des Lehrers.

## Inhalt
Der Text beschäftigt sich einerseits mit physiologischen Grundlage des Geruchs und andererseits mit den Eigenschaften und der Herstellung künstlicher Gerüche.
In den ersten Paragraphen werden einige Aspekte des Geruchs bei Menschen und Tieren erörtert. Es wird dargelegt, dass sich Geruch nicht in gleicher Weise wie der Geschmack differenzieren lässt, sondern nur in Wohlgeruch und üble Gerüche zerfällt. Alles besitzt einen spezifischen Geruch – im Gegensatz zu Tieren können ihn Menschen aber häufig nicht wahrnehmen.
Der größte Teil beschäftigt sich mit den Salbölen. Theophrast stellt verschiedene Salböle und Aromen vor, wie das ägyptische Salböl, Iris, Myrrhe.
Er geht auf technische Details der Herstellung ein:

„Zur Verdickung verwendet man die schwächerriechenden Aromen, später gibt man die herein, deren Geruch das Salböl annehmen soll; das letzte, das man hereingibt, dominiert nämlich immer, auch wenn es nur eine geringe Menge ist.“

Verwendet werden Blüten, Blätter, Zweige, Wurzeln, Holz, Früchte und Harze.
Auf die Art des Handels mit den Salbölen wird eingegangen. Von den Salbenverkäufern wird ausgenutzt, dass Rosenöl andere Gerüche überdeckt. „Deshalb salben die Salbenverkäufer ihre Kunden, die zweifeln und nicht von ihnen kaufen wollen, mit diesem, damit sie die Gerüche von den anderen nicht mehr wahrnehmen können.“
Probiert wird, indem das Aroma auf die Handwurzel aufgetragen wird. Gerne werden Salböle mit süßen Weinen gemischt.
Als medizinische Wirkung der Salböle wird Hilfe bei Tumoren und Abszessen, Kopfschmerzen und Erschöpfung angegeben. Megaleion wirkt gegen Entzündung von Wunden. Rosenöl ist gut für die Ohren.
Neben diesen Hauptinhalten werden noch eine Reihe anderer Themen angerissen.

## Stellung im Gesamtwerk und Überlieferung
Über die Gerüche gehört zu den Fragmenten oder Opuscula des Autors. Walter Burnikel hat in seinem Werk Textgeschichtliche Untersuchungen zu neun Opuscula Theophrasts die Überlieferung des Textes in den verschiedenen mittelalterlichen Handschriften zusammengestellt.
Bei Friedrich Wimmer findet sich der Text als Fragment IV zwischen de igne und de ventis.
Es gibt aber auch die Theorie, dass es sich bei dem Text um einen Teil des verlorenen achten Buchs von Theophrasts Causae plantarum handelt.

## Textausgabe und Übersetzung
- Ulrich Eigler, Georg Wöhrle: Theophrast De odoribus. Edition, Übersetzung, Kommentar. Teubner, Stuttgart 1993, ISBN 3-519-07486-9.